# Gino Tubaro
Gino Tubaro (Buenos Aires, 1995) és un inventor argentí. S'ha especialitzat en la creació d'extremitats prostètiques plàstiques realitzades en impressores 3D.

## Biografia
Va completar els estudis de secundària a les Escoles Tècniques ORT seguint l'orientació d'electrònica. En 2013 co-va fundar Darwin Research, on va fabricar la primera pròtesi que va imprimir en 3D. De 2014 a 2015 va treballar a Argentina en 3D, una iniciativa que es va convertir en programa públic amb el suport de la Prefectura del Gabinets de Ministres a Argentina.
Actualment treballa com a assessor en el Laboratori del Centre Metropolità de Disseny i a Atomic Lab, una empresa que va fundar per facilitar l'accés a pròtesi a milers de persones amb recursos limitats. Entre els seus projectes, destaquen traductor en temps real de braille dinàmic, un petit instrument musical anomenat Sound Cube i una impressora 3D feta a partir de pantalles de telèfons mòbils.
Va rebre dos premis lliurats per l'Organització Mundial de la Propietat Intel·lectual (WIPO), entitat avalada per l'ONU. El 2008 va rebre el premi al “Millor jove inventor” per la seva presentació sobre dispositius de seguretat per a llars i mini robots. El 2010 va ser guanyador de les “Olimpíades d'Inventiva”.
El 2013 va ser seleccionat per participar en el Campament Nacional de Ciències per a Joves (NYSC), un programa patrocinat pel Departament d'Estat dels Estats Units, l'estat de West Virginia i la National Youth Science Fundation.
El 2014 va ser seleccionat com un dels 10 joves excel·lents de la República Argentina per part de Junior Chamber International i la Càmera Argentina de Comerç (Premis TOYP).
En 2015 va ser destacat com "Alumni del mes" a nivell mundial pel Departament d'Estat dels Estats Units i l'Ambaixada dels Estats Units en "reconeixement del seu lideratge a crear innovadores solucions per ajudar a les persones amb discapacitats a viure sense límits". El President dels Estats Units, Barack Obama, va destacar el cas de Gino Tubaro durant la seva trobada amb joves emprenedors de l'Argentina.
En 2017 va publicar el llibre "Las manos que inventan", d'Edicions Paidós Ibèrica.
Gino ha creat un sistema anomenat mecanomiografia amb el qual és possible interpretar els impulsos nerviosos responsables de les contraccions musculars i traslladar-les a l'usuari en forma de respostes sensorials que tradueixen les accions exercides per la pròtesi. No requereix cirurgia.